# 6878 Isamu
A 6878 Isamu (ideiglenes jelöléssel 1994 TN2) a Naprendszer kisbolygóövében található aszteroida. Endate Kin és Vatanabe Kazuró fedezte fel 1994. október 2-án.